# Sonnenstein
Sonnenstein è un comune con status di Landgemeinde di 4 433 abitanti della Turingia, in Germania.
Appartiene al circondario (Landkreis) dell'Eichsfeld (targa EIC). È stato istituito il 1º dicembre 2011 dalla fusione dei precedenti comuni di Bockelnhagen, Holungen, Jützenbach, Silkerode, Steinrode, Stöckey, Weißenborn-Lüderode e Zwinge, formanti fino a quel momento la comunità amministrativa di Eichsfeld-Südharz.